# Steven Seagal
Steven Frederic Seagal (Lansing, 10 aprile 1952) è un attore, artista marziale e produttore cinematografico statunitense naturalizzato russo e serbo.
Fa parte del gruppo di attori (Bruce Lee, Chuck Norris, Sonny Chiba, Jean-Claude Van Damme, Jackie Chan, Sammo Hung, Jet Li) diventati famosi grazie alle loro abilità nel campo delle arti marziali. Cintura nera di aikidō, è stato il primo straniero ad aprire un dojo di aikidō a Osaka in Giappone. È conosciuto in tutta l'America Latina come La Tortuga, che significa "la tartaruga" in spagnolo, per il modo di combattere molto lento.
Negli ultimi anni, Seagal si è dedicato anche all'attività musicale. È chitarrista della band Thunderbox, e ha composto finora due album in studio a suo nome. Si dedica attivamente anche alla difesa dei diritti degli animali, e sostiene la causa del Dalai Lama Tenzin Gyatso per l'indipendenza tibetana come altri attori, quali Richard Gere, Harrison Ford, Barbra Streisand e Meg Ryan.

## Biografia

### Origini e formazione
Nato a Lansing nel Michigan il 10 aprile 1952, si trasferì, all'età di 5 anni, con la sua famiglia a Fullerton in California. Sua madre Patricia Anne Fisher (1930-2003) era un tecnico di medicina di origini inglese, italiana, tedesca e olandese. Suo padre, Samuel Steven Seagal (1928-1991), era un insegnante liceale di matematica figlio di immigrati ebrei russi (il nome della famiglia del padre era Siegelman). In un'intervista, Seagal affermò di aver avuto un nonno mongolo (buriato o calmucco). Frequentò il Buena Liceo a Buena Park, California. Durante il periodo di studi per la sua laurea, Seagal svolse uno dei suoi primi lavori al locale Burger King.
Presumibilmente prima dei sette anni, Seagal cominciò a studiare le arti marziali: karate sotto la direzione del rinomato karateka di Shito-ryu Fumio Demura, e aikido sotto la direzione di Rod Kobayashi, presidente della federazione degli Stati Occidentali di aikido. Si guadagnò cinture in aikido, judo e kendo e nella sua tarda adolescenza, Seagal divenne parte del Team Karate di Demura, dando dimostrazioni quotidiane nel primo Villaggio giapponese e Parco di Cervo, in California Meridionale. Fu promosso da Kobayashi-sensei a shodan in Toitsu Aikido (un fatto narrato dall'ex-moglie Miyako Fujitani nel 1974).

### Il periodo in Giappone
Nel 1971, dopo essersi diplomato all'Orange Coast College di Costa Mesa, California, Seagal si trasferì in Giappone con la fidanzata Miyako Fujitani, nativa giapponese, che più tardi sposerà, e visse con i suoceri che possedevano una scuola di Aikidō.
Durante questo soggiorno in Giappone, Seagal cambiò l'affiliazione dalla società Ki e Shin Shin Toitsu Aikido di Koichi Tohei all'Aikikai. Con il titolo di Maestro Take Shigemichi, Seagal fu il primo straniero a possedere e a gestire un dojo di aikido in Giappone, l'Aikido Tenshin Dojo nella città di Osaka. Seagal afferma di aver combattuto contro la yakuza, la mafia giapponese, per i diritti dell'Aikido Tenshin Dojo, in quanto il padre di sua moglie lo perse giocando d'azzardo, ma la sua prima moglie Miyako Fujitani afferma che "è una bugia" e che lui "gridò a degli ubriachi, ma non lottò mai contro nessuno".
Malgrado varie persone credano che Steven Seagal sia stato allenato da Ōsensei Morihei Ueshiba, il fondatore dell'Aikido, si tratta solo di leggende metropolitane: Morihei Ueshiba morì nel 1969 quando Seagal aveva 16 anni, cioè molto prima del suo trasferimento in Giappone. In un libro del 2008 scritto da Vern e intitolato Seagalogy, l'attore afferma di averlo incontrato un paio di volte.

### Ritorno negli Stati Uniti
Seagal inizialmente fece ritorno a Taos, Nuovo Messico con Craig Dunn, studente anziano e in seguito stuntman, con cui aprì un dojo. Seagal non si interessò molto al dojo, poiché passava molto tempo cercando di diventare un attore. Dopo un secondo periodo in Giappone, nel 1983 ritornò negli Stati Uniti con lo studente anziano Haruo Matsuoka. Insieme aprirono un dojo di aikido prima a Burbank, California, e poi a West Hollywood. Matsuoka diresse il dojo fino al 1997.
Durante questo periodo ci furono i primi contatti tra Seagal e il mondo di Hollywood. Iniziò lavorando come coordinatore per le arti marziali per L'ultima sfida, in cui recitavano Scott Glenn e Toshirō Mifune, e nel 1983 Mai dire mai con Sean Connery.
In seguito Seagal divenne la guardia del corpo di personaggi famosi, come la futura moglie Kelly LeBrock e l'agente di Hollywood Michael Ovitz. Fu proprio Ovitz che, impressionato dall'abilità di Seagal, finanziò personalmente il provino con i dirigenti della Warner Bros., i quali, ugualmente impressionati, scritturarono Seagal per il suo primo film.

## La carriera a Hollywood

### Gli anni novanta: gli anni dell'eroe d'azione
Nel 1988 Seagal iniziò a lavorare come protagonista nel suo primo film, Nico, di cui scrisse anche il soggetto insieme al regista, Andrew Davis. Il film fu un successo e Seagal interpretò altre tre pellicole, Duro da uccidere, Programmato per uccidere, e Giustizia a tutti i costi. Tutti e tre i film incassarono bene e fecero di lui un "action hero". Un maggiore successo lo raggiunse nel 1992 con il film Trappola in alto mare, nuovamente diretto da Andrew Davis, che fu un successo sia negli Stati Uniti che all'estero, incassando in totale 156,4 milioni di dollari.
Dopo il successo di Trappola in alto mare, Seagal debuttò alla regia nel 1994 con Sfida tra i ghiacci nel quale recitava con Michael Caine. Il film fu un disastro ai botteghini e le critiche furono universalmente negative, con una perdita stimata di 50 milioni di dollari.
Per recuperare popolarità, girò nel 1995 Trappola sulle Montagne Rocciose, il seguito del suo film più famoso Trappola in alto mare e nel 1996 Delitti inquietanti. In quest'anno ebbe inoltre il suo primo ruolo da comprimario nel film con Kurt Russell Decisione critica. Nel 1997 fece il film ambientalista (cioè sull'ecomafia) Fire Down Below - L'inferno sepolto nel quale recitava nel ruolo di un agente dell'EPA impegnato a lottare contro industriali senza scrupoli che seppellivano rifiuti tossici nelle colline del Kentucky. Il film fu un insuccesso commerciale e portò la Warner Bros. a non rinnovargli il contratto in scadenza.

### Gli anni dei film per la TV
Nel 1998 Seagal recitò in The Patriot, un thriller su un virus mortale, il suo primo film uscito direttamente per la televisione negli Stati Uniti, anche se in altre parti del mondo uscì anche al cinema. Seagal produsse questo film usando i propri soldi e le scene furono girate presso la sua fattoria nel Montana.

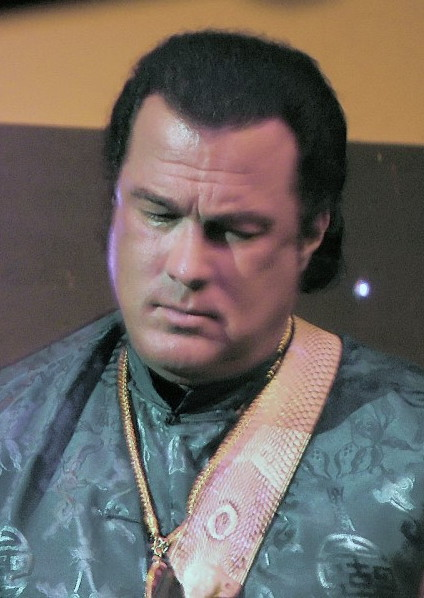
Steven Seagal nel 2007

Dopo aver prodotto nel 2000 Prince of Central Park, Seagal ritornò sugli schermi cinematografici nel 2001 con Ferite mortali. In questo film c'erano meno scene di arti marziali rispetto ai film precedenti ma fu comunque un successo, incassando in tutto il mondo quasi 80 milioni di dollari e sembrò poter rilanciare la carriera dell'attore, che per l'occasione si era sottoposto a una dieta molto rigida. I due film successivi Ticker del 2001 e Infiltrato speciale del 2002 furono entrambi insuccessi sia dal punto di vista commerciale che della critica.
Fino a maggio 2009 tutti i film che Seagal ha fatto a partire dal 2003 sono usciti direttamente in TV negli Stati Uniti mentre in altre parti del mondo sono usciti anche al cinema, con incassi comunque deludenti. Anche se Seagal è accreditato come produttore, e a volte come scrittore, in molti di questi film, non è chiaro quanto profondamente sia coinvolto nella produzione: spesso la voce è doppiata da un altro attore, come in Attack Force - La morte negli occhi, e una controfigura è utilizzata in tutte le scene in cui la sua faccia non è chiaramente visibile, come in Black Dawn - Tempesta di fuoco, Belly of the Beast, Out of Reach e Submerged - Allarme negli abissi. Questo è attribuito al fatto che negli ultimi anni Seagal è ingrassato notevolmente, molti registi non credono più nelle sue capacità e anche il pubblico, ormai di un'altra generazione, non è interessato al suo genere di film.

### Ritorno al cinema
Nel 2010 ha interpretato il trafficante di droga Rogelio Torrez nel film di Robert Rodriguez Machete, in cui ha recitato accanto a Danny Trejo, Robert De Niro, Don Johnson, Lindsay Lohan, Jessica Alba e Michelle Rodriguez. Questo film è stato il suo primo distribuito al cinema dopo quasi un decennio di film usciti soltanto in DVD e il primo in cui interpreta il ruolo di antagonista. Dal 2011 al 2012 ha recitato nel ruolo del protagonista Elijan Khane nella serie televisiva True Justice. Dopo di questo è tornato a interpretare film per il mercato DVD, a partire dal 2012 con il film Maximum Conviction. Dal 2013 prende parte alla "trilogia di Alexander", ovvero Force of Execution (2013), A Good Man (2014) e Absolution - Le regole della vendetta (2015).

### La regia e le critiche
(Morando Morandini)
Seagal vuole che i suoi film vengano ricordati: "Spero di essere ricordato un giorno come un grande scrittore e attore piuttosto che come un sex symbol."
Seagal ha spiegato lo scopo dei suoi film: "Nico era un film politicamente impegnato. Sfida tra i ghiacci era un film ecologista; voglio continuare a fare film come questi: pieni di intrattenimento ma che portano la gente a riflettere".
Di certo non hanno giovato a Seagal il suo carattere e certi suoi atteggiamenti durante il periodo di maggior successo. Tommy Lee Jones, finite le riprese di Trappola in alto mare, dichiarò che non avrebbe lavorato più con Seagal. Colm Meaney, raffinato attore irlandese che nel film interpretava uno dei cattivi, lo ha definito “Il peggior attore al mondo”. Nonostante ciò, la sua performance in Nico gli ha fatto ottenere le lodi di persone come Roger Ebert.
Altri hanno ipotizzato che l'approccio non ortodosso di Seagal ai film non sia altro che una barzelletta molto elaborata, come se l'attore si fosse creato un personaggio che tende a portare avanti pur essendo il primo a non prendersi realmente sul serio. Questa ipotesi è sostenuta da questa dichiarazione di Seagal a proposito dello humor: "Sono una persona molto divertente, se posso permettermi di dirlo. Quando facevo Delitti inquietanti con Keenen Ivory Wayans, lui e io parlavamo di chi fosse il più divertente, e...io lo prendevo a calci tutti i giorni."
Inoltre alcune delle parodie che Seagal fa di se stesso confermano questa teoria.
Seagal è stato candidato nel 2002 all'ironico premio Razzie Awards nella categoria peggior attore protagonista per il film Infiltrato speciale, ed è risultato vincitore del premio al peggior regista nel 1994 per Sfida tra i ghiacci.

## Altri impegni
Seagal è un incisore e chitarrista ed è il fondatore di Steven Seagal Enterprises. È stato anche un agente ausiliario di polizia della sua comunità di Jefferson Parish, in Louisiana.
Lo spiritualismo e il dramma del Buddismo svolgono un importante ruolo nella vita di Seagal. Egli è stato riconosciuto dal lama tibetana Penor Rinpoche come un Tulku reincarnato. Secondo Seagal in un'intervista del novembre 2006: "Io nascevo molto diverso, chiaroveggente e un guaritore".

### Musica
Seagal è anche un cantante e chitarrista; nel 2005 ha pubblicato a suo nome Songs from the Crystal Cave, il suo primo album in studio che presenta sonorità pop, blues e world. Al disco hanno partecipato come ospiti Stevie Wonder, Tony Rebel, Lt. Stichie e Lady Saw. La colonna sonora del film Into the Sun (con protagonista Seagal stesso) è composta da canzoni di questo album. Nel 2006, Steven dà vita a un secondo lavoro discografico, Mojo Priest, e nello stesso anno ha effettuato una tournée in Stati Uniti e Europa con la sua nuova band, i Thunderbox.

### Imprenditoria
La Steven Seagal Enterprises nel corso del tempo ha commercializzato diversi prodotti, tra i quali la bibita energetica "Steven Seagal's Lightning Bolt", ossia "il Fulmine di Steven Seagal", così come una linea di oli omeopatici. Seagal ha pubblicizzato personalmente la bibita: "Ho girato il mondo per creare questa bibita; nessuno lo sa meglio di me". Il suo dopobarba si chiama "Scent of Action" (Profumo di azione). Seagal produce anche coltelli da cucina.

### Attivista
Seagal è noto come ambientalista e attivista per i diritti degli animali (è anche vegetariano dichiarato); come altri attori – tra cui Richard Gere – è un sostenitore di Tenzin Gyatso, il 14º Dalai Lama e della causa dell'indipendenza tibetana.
L'attore è stato un chiaro oppositore delle crudeltà sugli animali; tale tendenza può essere osservata in una scena nel film Giustizia a tutti i costi ed è costante nei suoi punti di vista sulla spiritualità, in accordo con la sua visione di ambientalista (come messo in mostra in Sfida tra i ghiacci). Seagal crede nella reincarnazione: "Quando io cammino in una stanza delle persone vedono un cane, delle persone vedono una vacca. Io sono tutto di quello che loro vedono. È la loro percezione".
Ha lavorato assieme alla People for the Ethical Treatment of Animals per scoraggiare l'uso delle pellicce, e ha scritto al Primo Ministro dell'India per la creazione di più leggi in favore delle vacche. Seagal lavorò efficacemente salvando cani destinati ad affogare in Taiwan.
L'attore è anche difensore degli interessi e dei diritti dei Nativi Americani (il padre di Seagal era per metà Choctaw). Ha prestato volontariamente la sua voce come narratore a un progetto attivista: il video del lago Medicine.
È un dichiarato elettore del Partito Repubblicano.
Il 31 maggio 2021 è entrato a far parte del movimento pro Putin Una Russia giusta - Patrioti - Per la verità. Dal 2016 Seagal ha la cittadinanza russa. Si è ritirato in questa nazione anche per fuggire dagli Stati Uniti dove gli sono state inflitte multe a 5 zeri per violazioni finanziarie e fiscali, e dove rischia un processo per violenza sessuale.

## Vita privata

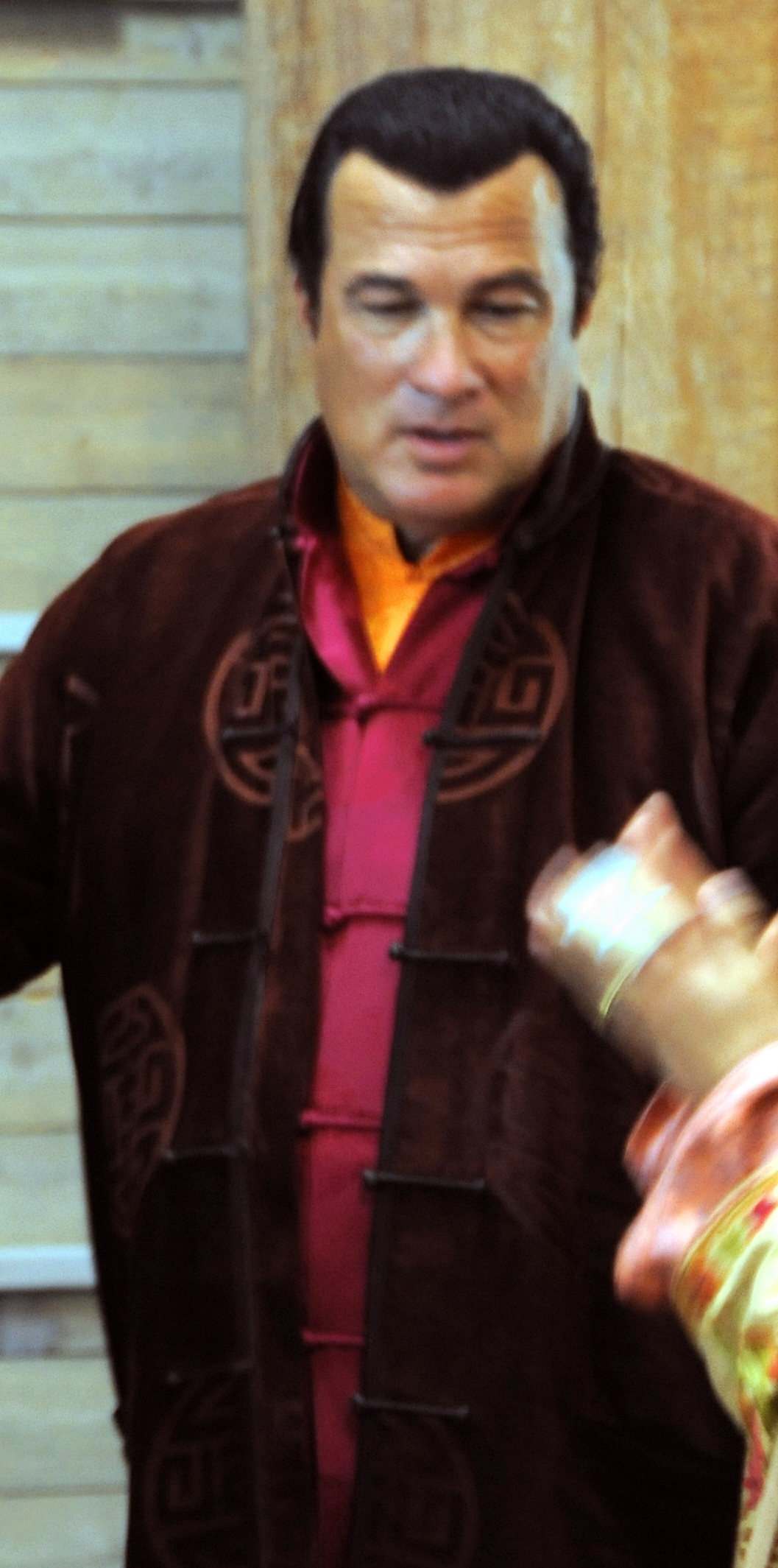
Steven Seagal nel 2008

Seagal ha tre sorelle, una più grande e due più giovani. Vive a Scottsdale, in Arizona, inoltre è proprietario di un ranch in Colorado e di una casa nella zona del Canyon di Mandeville di Brentwood, un sobborgo ricco di Los Angeles. Ha adottato molti animali, presi dai ricoveri. L'attore ha avuto quattro mogli:
- Miyako Fujitani (1975–1986) (divorziato), dalla quale ha avuto due figli
- Adrienne La Russa (1984-1987) (annullato)
- Kelly LeBrock (1987–1996) (divorziato), dalla quale ha avuto tre figli
- Erdenetuya Batsukh (2009-presente), dalla quale ha avuto un figlio.

Quando lasciò la prima moglie, Miyako Fujitani, per tornare negli Stati Uniti, si sposò con l'attrice Adrienne La Russa, nonostante la pratica di divorzio da Fujitani non fosse stata perfezionata. Mentre era sposato con La Russa conobbe l'attrice e modella Kelly LeBrock, con la quale iniziò una relazione. Quando lei rimase incinta, il matrimonio con La Russa fu annullato. Seagal poté sposare Kelly LeBrock il 5 settembre 1987. Nel 1994, LeBrock indicò nella richiesta di divorzio, come motivo, "differenze inconciliabili". In questa occasione emerse che Seagal aveva una relazione con Arissa Wolf, inizialmente assunta come bambinaia per i loro figli.
Seagal è sposato con Erdenetuya Batsukh (in mongolo Эрдэнэтуяа Батсүх), meglio conosciuta come Elle, con la quale ha avuto un figlio di nome Kunzang. Elle è originaria della Mongolia. Si è allenata nel ballo sin dalla tenera età presso il Palazzo dei Bambini a Ulan Bator in Mongolia. Dopo il diploma presso la scuola superiore, ha seguito la carriera come ballerina professionista. Vinse numerosi concorsi di danza e fu considerata la miglior ballerina della Mongolia. Erdenetuya conobbe Seagal durante la sua visita in Mongolia nel 2001, quando lo affiancò in qualità di interprete.
Seagal ha avuto sette figli dalle relazioni avute. Con la Fujitani ha avuto un figlio, il modello e attore Kentaro Seagal (nato il 3 ottobre 1975) e una figlia, la produttrice e attrice Ayako Fujitani (nata il 5 dicembre 1979). Dal matrimonio con LeBrock sono nati Annaliza (1987), Arissa (1993) e il figlio Dominic (1990). Dall'unione tra Arissa Wolf e l'attore è nata una figlia, Savannah (1996). Con l'ultima moglie invece ha avuto Kunzang, nato nel 2009.
Il 3 novembre 2016 il presidente russo Vladimir Putin gli ha concesso la cittadinanza russa.
In un'intervista ha dichiarato che la sua canzone preferita è Kung Fu Fighting di Carl Douglas.

### Querele e provvedimenti giudiziari
Il 12 aprile 2010 la ventitreenne Kayden Nguyen sporse una querela contro Seagal presso la Corte Suprema di Los Angeles accusandolo di abusi sessuali, traffico illegale di donne per prostituzione, incapacità di impedire molestie sessuali, rappresaglie, wrongful termination (l'equivalente della terminazione di contratto senza giusta causa), e misrepresentation specificando che i danni erano superiori ad un milione di dollari.
Il 30 agosto 2011 Steven Seagal è stato querelato per la parte avuta in un raid della polizia che è stato registrato per il suo reality show A&E. Jesus Sanchez Llovera ha chiesto 100 000 dollari di danni e le "scuse formali scritte" da parte di Seagal per la morte del loro cucciolo, "un animale domestico amato dalla famiglia". Llovera sostiene che durante l'assalto la polizia avrebbe sparato al suo cucciolo di 11 mesi uccidendolo insieme a più di 100 dei suoi galli.
A gennaio 2018 viene accusato di molestie sessuali e di stupro nei confronti di una teenager, commessi nel 1993.
Nel febbraio del 2020 la SEC ha multato Seagal per non aver dichiarato pubblicamente di aver ricevuto prima 250000 $ e poi 750000 $ a fini promozionali da parte di Bitcoiin2Gen, una società che si occupa della vendita di criptovalute. A fronte dell'accaduto, Seagal dovrà pagare una multa di 314000 $ e non potrà più promuovere altre criptovalute per almeno 3 anni.

## Filmografia

### Cinema
- Nico (Above the Law), regia di Andrew Davis (1988)
- Duro da uccidere (Hard to Kill), regia di Bruce Malmuth (1990)
- Programmato per uccidere (Marked for Death), regia di Dwight H. Little (1990)
- Giustizia a tutti i costi (Out for Justice), regia di John Flynn (1991)
- Trappola in alto mare (Under Siege), regia di Andrew Davis (1992)
- Sfida tra i ghiacci (On Deadly Ground), regia di Steven Seagal (1994)
- Trappola sulle Montagne Rocciose (Under Siege 2: Dark Territory), regia di Geoff Murphy (1995)
- Decisione critica (Executive Decision), regia di Stuart Baird (1996)
- Delitti inquietanti (The Glimmer Man), regia di John Gray (1996)
- Fire Down Below - L'inferno sepolto (Fire Down Below), regia di Félix Enríquez Alcalá (1997)
- The Patriot, regia di Dean Semler (1998)
- Ferite mortali (Exit Wounds), regia di Andrzej Bartkowiak (2001)
- Ticker - Esplosione finale (Ticker), regia di Albert Pyun (2001)
- Infiltrato speciale (Half-Past Dead), regia di Don Michael Paul (2002)
- The Foreigner - Lo straniero (The Foreigner), regia di Michael Oblowitz (2003)
- Il vendicatore (Out for a Kill), regia di Michael Oblowitz (2003)
- Belly of the Beast, regia di Siu-Tung Ching (2003)
- Out of Reach, regia di Leong Po-Chih (2004)
- The Enemy (Clementine), regia di Kim Du-yeong (2004)
- Into the Sun, regia di Christopher Mink (2005)
- Submerged - Allarme negli abissi (Submerged), regia di Anthony Hickox (2005)
- Black Dawn - Tempesta di fuoco (Black Dawn), regia di Alexander Gruszynshi (2005)
- Today You Die, regia di Don E. FauntLeRoy (2006)
- Shadow Man - Il triangolo del terrore (Shadow Man), regia di Michael Keusch (2006)
- Mercenary for Justice, regia di Don E. FauntLeRoy (2006)
- Attack Force - La morte negli occhi (Attack Force), regia di Michael Keusch (2006)
- Black Thunder - Sfida ad alta quota (Flight of Fury), regia di Michael Keusch (2007)
- Urban Justice - Città violenta (Urban Justice), regia di Don E. Fauntleroy (2007)
- Pistol Whipped - L'ultima partita (Pistol Whipped), regia di Roel Reiné (2008)
- Killing Point (Kill Switch), regia di Jeff King (2008)
- Last Night - Morte nella notte (Against the Dark), regia di Richard Crudo (2009)
- Driven to Kill - Guidato per uccidere (Ruslan), regia di Jeff King (2009)
- The Keeper, regia di Keoni Waxman (2009)
- A Dangerous Man - Solo contro tutti (A Dangerous Man), regia di Keoni Waxman (2009)
- Machete, regia di Robert Rodriguez (2010)
- Born to Raise Hell, regia di Lauro Chartrand (2010)
- Maximum Conviction, regia di Keoni Waxman (2012)
- Force of Execution, regia di Keoni Waxman (2013)
- A Good Man, regia di Keoni Waxman (2014)
- Absolution - Le regole della vendetta, regia di Keoni Waxman (2015)
- Killing Salazar (Cartels), regia di Keoni Waxman (2016)
- Sniper - Forze speciali (Sniper: Special Ops), regia di Fred Olen Ray (2016)
- Code of Honor, regia di Michael Winnick (2016)
- Contract to Kill, regia di Keoni Waxman (2016)
- The Asian Connection, regia di Daniel Zirilli (2016)
- End of a Gun, regia di Keoni Waxman (2016)
- The Perfect Weapon, regia di Titus Paar (2016)
- China Salesman - Contratto mortale (China Salesman), regia di Tan Bing (2017)
- Attrition, regia di Mathieu Weschler (2018)
- General Commander, regia di Philippe Martinez (2019)
- Beyond the Law - L'infiltrato (Beyond the Law), regia di James Cullen Bressack (2019)

### Televisione
- Saturday Night Live (1991)
- The Arsenio Hall Show (1990-1994)
- Pappa e ciccia (Roseanne) – serie TV, episodio 9x09 (1996)
- Steven Seagal: la legge sono io – serie TV, 27 episodi (2009-2014)
- True Justice – serie TV, 26 episodi (2011-2012)

## Doppiatori italiani
Nelle versioni in italiano dei suoi film, Seagal è stato doppiato da:
- Michele Gammino in Trappola in alto mare, Trappola sulle montagne rocciose, Sfida tra i ghiacci, Fire Down Below - L'inferno sepolto, The Patriot, Decisione critica, Delitti inquietanti, Ferite mortali, Infiltrato speciale, Shadow Man - Il triangolo del terrore, Attack Force - La morte negli occhi, Black Thunder - Sfida ad alta quota, Urban Justice - Città violenta, Last Night - Morte nella notte, Ruslan, The Keeper, A Dangerous Man - Solo contro tutti, Machete, Born To Raise Hell, True Justice, Absolution - Le regole della vendetta, The Gambling - gioco pericoloso, Asian Connection, End of a Gun, Contract to Kill, The Perfect Weapon, Attrition, China Salesman - Contratto mortale
- Dario Oppido in Force of Execution, A Good Man, Code of Honor, General Commander, Beyond the Law
- Antonio Colonnello in Nico, Duro da uccidere, Giustizia a tutti i costi
- Stefano De Sando in Into the Sun, Submerged - Allarme negli abissi, Maximum Conviction
- Massimo Corvo in Programmato per uccidere, The Foreigner - Lo straniero, The Enemy
- Luca Ward in Ticker - Esplosione finale, Il vendicatore, Belly of the Beast
- Fabrizio Temperini in Out of Reach e Killing Point
- Paolo Marchese in Killing Salazar, Sniper - Forze speciali
- Stefano Mondini in Black Dawn - Tempesta di fuoco
- Sergio Di Stefano in Today You Die
- Rodolfo Bianchi in Mercenary for Justice
- Massimo Lodolo in Pistol Whipped - L'ultima partita
- Massimiliano Lotti in News Movie